# Lily King
Lily King (Massachusetts, 1963) è una scrittrice statunitense.

## Biografia
Nata nel 1963 nel Massachusetts, ha conseguito un B.A. in letteratura inglese all'Università della Carolina del Nord a Chapel Hill e un M.A. in scrittura creativa all'Università di Syracuse.
Prima di esordire nella narrativa nel 1999 con il romanzo The Pleasing Hour ha lavorato in un ristorante e in una libreria e vissuto per molti anni con la sorella ricevendo molti rifiuti dalle case editrici.
In seguito ha pubblicato altri 4 romanzi e una raccolta di racconti e suoi articoli sono apparsi in antologie e riviste quali Ploughshares.
Vive e lavora a Portland con il marito e le loro due figlie.

## Opere

### Romanzi
- The Pleasing Hour (1999)
- The English Teacher (2005)
- Father of the Rain (2010)
- Euforia (Euphoria, 2014), Milano, Adelphi, 2016 traduzione di Mariagrazia Gini ISBN 978-88-459-3077-5.
- Scrittori e amanti (Writers & Lovers, 2020), Roma, Fazi, 2021 traduzione di Mariagrazia Gini ISBN 978-88-93259-88-0.

### Raccolte di racconti
- Cinque martedì d'inverno (Five Tuesdays in Winter, 2021), Roma, Fazi, 2022 traduzione di Mariagrazia Gini ISBN 9791259672131.

## Premi e riconoscimenti

### Vincitrice
Premio Whiting
- 2000 nella categoria narrativa[6]

Kirkus Prize
- 2014 nella categoria "Narrativa" con Euforia[7]

### Finalista
Premio The Story
- 2021 con Cinque martedì d'inverno[8]